# Zelotibia acicula
Zelotibia acicula är en spindelart som beskrevs av Anthony Russell-Smith och Murphy 2005. Zelotibia acicula ingår i släktet Zelotibia och familjen plattbuksspindlar.
Artens utbredningsområde är Kongo. Inga underarter finns listade i Catalogue of Life.